# یواس‌اس وودفورد (ای‌کی‌ای-۸۶)
یواس‌اس وودفورد (ای‌کی‌ای-۸۶) (به انگلیسی: USS Woodford (AKA-86)) یک کشتی بود که طول آن ۴۵۹ فوت ۲ اینچ (۱۳۹٫۹۵ متر) بود. این کشتی در سال ۱۹۴۴ ساخته شد.